# Election Day (singolo)
Election Day è il singolo di debutto del gruppo musicale britannico Arcadia, inserito nel loro primo e unico album in studio So Red the Rose (1985).
Il brano si rivelò un immediato successo mondiale, raggiungendo la Top 10 nella classifica britannica e statunitense, ma soprattutto in Italia, dove conquistò il primo posto.

## Video musicale
Il videoclip del brano è stato diretto da Roger Christian e girato a Parigi. Le atmosfere gotiche si rifanno al film La bella e la bestia (1946). Nel video compie un piccolo cameo lo scrittore William S. Burroughs.

## Tracce
7" Single
1. Election Day – 4:25
2. She's Moody and Grey, She's Mean and She's Restless – 4:27

12" Maxi
1. Election Day (The Consensus Mix) – 8:38
2. Election Day – 4:30
3. She's Moody and Grey, She's Mean and She's Restless – 4:27

## Formazione
Duran Duran
- Simon Le Bon – voce
- Nick Rhodes – tastiera
- Roger Taylor – batteria

Altri musicisti
- Grace Jones – seconda voce

## Classifiche
| Classifica (1985) | Posizione massima |
| ----------------- | ----------------- |
| Australia         | 13                |
| Belgio (Fiandre)  | 14                |
| Canada            | 8                 |
| Finlandia         | 2                 |
| Germania          | 21                |
| Irlanda           | 5                 |
| Italia            | 1                 |
| Norvegia          | 7                 |
| Nuova Zelanda     | 4                 |
| Paesi Bassi       | 12                |
| Regno Unito       | 7                 |
| Spagna            | 8                 |
| Stati Uniti       | 6                 |
| Svizzera          | 18                |